# انجمن هکلوت
انجمن هکلوت (به انگلیسی: Hakluyt Society) که در سال ۱۸۴۶ پی‌افکنده شد سازمانی است خیریه که در لندن به ثبت رسیده‌است با این هدف که با انتشار نسخه‌های عالمانه سفرنامه‌های مهم و دیگر مطالب جغرافیایی به گسترش دانش یاری رساند.
این انجمن نام از ریچارد هکلوت (۱۶۱۶–۱۵۲۵) دارد که مجموعه‌دار و ویراستار سفرنامه‌های سرزمین‌های دوردست بود که در انگلستان بدان علاقه داشتند. انجمن در تکمیل اهداف اصلی به برگزاری همایش‌ها و شرکت در آن‌ها که موجب گسترش اطلاعات جغرافیایی و نیز امکان‌پذیر ساختن تماسهای فرهنگی می‌شود اهتمام دارد. انجمن سازمانی است غیرانتفاعی که کارکنان و اعضای شورایش حقوقی دریافت نمی‌دارند. عضویت برای کلیه علاقه‌مندان به اکتشافات جغرافیایی و کسب آشنایی با دیگر فرهنگ‌ها آزاد است.